# Euproctis epicharita
Euproctis epicharita är en fjärilsart som beskrevs av Collenette 1956. Euproctis epicharita ingår i släktet Euproctis och familjen tofsspinnare. Inga underarter finns listade i Catalogue of Life.